# Culiacán
Culiacán, officiellement Culiacán Rosales, est une ville du nord-ouest du Mexique, capitale et plus grande ville de l'Etat de Sinaloa et de la municipalité de Culiacán. Culiacán est la ville la plus peuplée et la plus étendue de l'Etat de Sinaloa, elle a été cofondée le 29 septembre 1531 par les conquérants espagnols Lázaro de Cebreros et Nuño Beltrán de Guzmán sous le nom de Villa de San Miguel en référence à son saint patron l’archange Michel.
La ville de Culiacán est bien connue pour sa culture, son luxe et ses célébrations. Ses sites emblématiques comprennent : son centre historique, le parc Las Riberas, la hasta Bandera, mieux connue sous le nom de fontaines dansantes, et des temples religieux tels que sa basilique cathédrale, le sanctuaire et La Lomita. Le quartier moderne de Tres Ríos est connu pour ses bâtiments, ses places, ses hôtels, ses parcs, ses restaurants, ses écoles, etc.
La ville est située dans une vallée au pied de la Sierra Madre occidentale, au confluent des rivières Tamazula et Humaya, où les deux se rejoignent pour former la rivière Culiacán, à 55 m d'altitude.
Le premier contour de la ville a été réalisé par l'architecte Luis F. Molina.

## Étymologie
Le véritable nom aztèque de la langue nahuatl est Colhuacán ou Culhuacán, composé de colhua ou culhua, et de can, qui est un lieu; sa signification varie selon les historiens:
- "place des serpents"
- "colline tordue"
- "là où les marcheurs tordent le chemin"

mais le plus respecté vient du "lieu des Colhuas, c'est-à-dire habité par la tribu Colhua", le sens le plus considéré est "lieu où ils adorent le Dieu Coltzin".

## Histoire

### Ère préhispanique
Il y avait autrefois une population indigène appelée Huey Colhuacan qui remonte à Tecpatl, soit l'année 628 de notre ère; les Aztèques ont construit  la ville pendant leur pèlerinage. Son emplacement exact est inconnu, mais on suppose qu'il était proche de la ville actuelle de Culiacancito. Ici, est né en 1065 apr. J.-C. le culte de Huitzilopochtli, le dieu guerrier de la mythologie aztèque. Les anciens colons étaient appelés Culichis.

### Époque coloniale

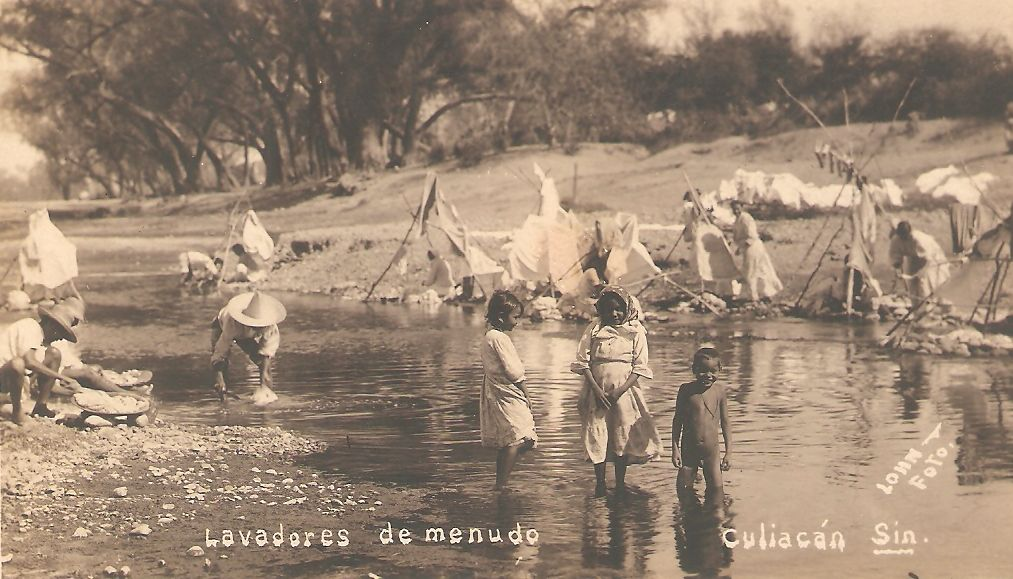
Souvent épurateurs.

La ville que nous connaissons aujourd'hui sous le nom de Culiacán a été cofondée en 1531 par Lázaro de Cebreros et Nuño Beltrán de Guzmán sous le nom de Villa de San Miguel de Culiacán. À leur arrivée au XVIe siècle, les Espagnols ont trouvé  des hameaux organisés en nations indigènes par la tribu Tahue, qui rassemblaient un groupe de personnes de même origine et langue, et qui avaient une tradition commune; leurs limites étaient les éléments naturels, comme les rivières, les montagnes, entre autres.
Les autres peuples autochtones qui habitaient le territoire d'origine de Culiacán étaient les Tebacas, les Pacax, les Sabaibo et les Achires.
Après leur guerre de conquête, Lázaro de Cebreros et Nuño Beltrán de Guzmán (1531), ont organisé les territoires acquis en trois provinces, l'une d'elles était Culiacán, délimitée, au sud, par la rivière Elota et au nord par la rivière Mocorito, selon le royaume de Nouvelle-Galice. Organisé de cette manière, il dura jusqu'en 1786, année de la mise en œuvre du système d'administration municipale, passant Sonora et Sinaloa pour former la municipalité d'Arizpe et l'ancienne province de Culiacán donna vie au parti du même nom avec la même juridiction.

### Mexique indépendant

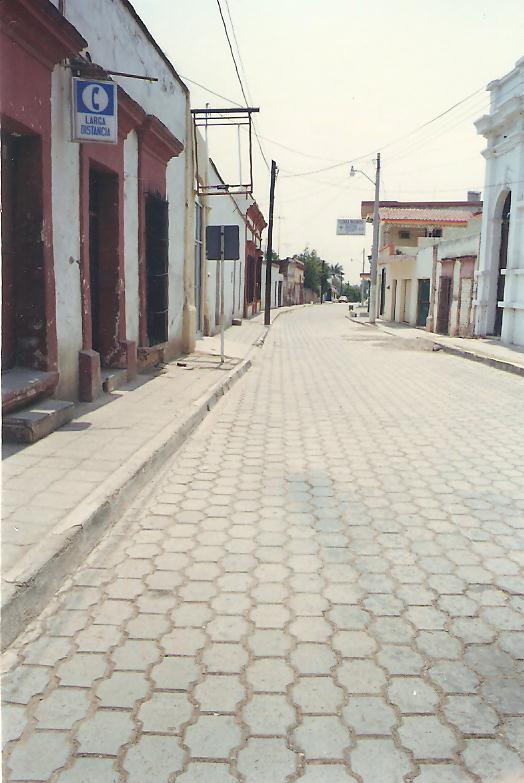
Rues du vieux Culiacán.

Le 6 octobre 1821, l'indépendance est jurée à Culiacán. Culiacán obtient la catégorie de ville, le 21 juillet 1823, les provinces de Sonora et Sinaloa étant séparées par décret du Congrès. En 1824, par l'Acte constitutif de la Fédération mexicaine, Sinaloa et Sonora ont été réunis, formant l'État occidental. En 1830, les provinces de Sonora et Sinaloa sont définitivement séparées, par décret du 13 octobre 1830, désignant la ville de Culiacán comme capitale de l'état de Sinaloa. Plus tard, pendant le gouvernement conservateur lié à l'intervention française en 1861, des préfectures sont installées et la loi sur les municipalités est décrétée. Elle divise les districts en mairies. Le district de Badiraguato est éliminé et devient  partie du district de Culiacán, en tant que municipalité.
De 1859 à 1873, Culiacán a cessé d'être la capitale de Sinaloa, qui est transférée à Mazatlán. Déjà dans la République restaurée, le gouverneur Eustaquio Buelna s'est heurté aux marchands du port. Elle est revenue à Culiacán et le Congrès local lui a donné le statut de capitale de l'État.

### Le Porfiriat et la révolution mexicaine
En 1878, Culiacán avait trois conseils municipaux, dont les sources étaient Culiacán, Quilá et Badiraguato, ainsi il est resté jusqu'à ce qu'en 1880 Badiraguato redevienne un district avec les limites qui lui correspondaient auparavant.
1912 a été l'année où les municipalités ont été établies par la loi comme une nouvelle forme de gouvernement interne; mais ce n'est qu'en 1915 que les répertoires politiques ont été abolis, et que la loi est entrée en vigueur, faisant des districts des municipalités libres. Culiacán a été créée en tant que municipalité par décret publié le 8 avril 1915, incluant dans ses limites l'actuelle municipalité de Navolato, qui en a été séparée en 1982, selon un décret du 27 août de cette année, perdant ainsi 2285 km² de la vallée. agricole. Plus tard, le Congrès d'État a approuvé l'extension du nom de la capitale, lui donnant son nom officiel actuel, Culiacán de Rosales, en l'honneur du militaire Antonio Rosales.

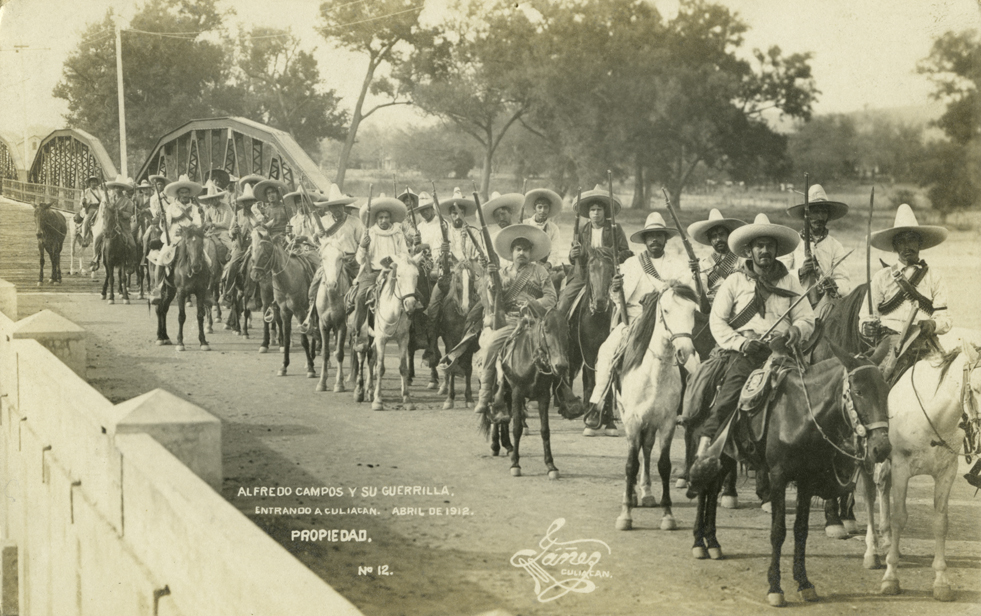
Alfredo Campos et sa guérilla, entrant dans Culiacán.

### Après la Seconde Guerre mondiale
À la fin des années 1950, Culiacán est devenu le berceau d'une toute jeune économie souterraine basée sur les drogues illicites exportées aux États-Unis. L'achèvement de la route panaméricaine et de l'aéroport régional dans les années 1960 a accéléré l'expansion d'une infrastructure de distribution viable pour les quelques familles d'entrepreneurs qui finiraient par dominer les cartels internationaux de la drogue dans le nord-ouest du Pacifique au Mexique.

## Économie
Culiacán est une importante ville agricole. La plaine sur laquelle elle se trouve est notamment connue pour sa production qui approvisionne toute l'Amérique du Nord d'une grande variété de légumes : tomates, piments, poivrons, aubergines. Dans le Sinaloa, c'est aussi la principale région d'élevage bovin et ovin. La région, qui a subi une utilisation intensive et ancienne de pesticides, en particulier d'insecticides organochlorés, organophosphorés et polychlorobiphényle, sert de modèle pour l’étude de ces dérivés dans les carcasses d’oiseaux sauvages morts par intoxication.
Culiacán possède un aéroport, l'aéroport international de Culiacán (code AITA : CUL).

## Sports
La ville compte un club de football, les Dorados de Sinaloa, et une équipe de baseball, les Tomateros de Culiacán.
La ville est aussi une importante destination pour pratiquer la chasse.

## Évêché
- Diocèse de Culiacán
- Cathédrale de Culiacán

Culiacán abrite le principal sanctuaire dédié à Jesús Malverde, « saint » très populaire au Mexique, mais non reconnu par l'Église catholique romaine.

## Personnalités liées à Culiacán
- Pedro de Castañeda Nájera, conquistador qui participe en tant que cavalier à l'expédition que Francisco Vásquez de Coronado conduit au Nouveau-Mexique et qui, au retour de celle-ci s'installe à Culiacán où il rédige, vingt ans plus tard, un récit de leurs découvertes et de leurs aventures.
- José Limón (1904-1972), danseur et chorégraphe américain de danse moderne, né à Culiacán.
- César Millan (né en 1969), dresseur de chiens américano-mexicain, né à Culiacán.
- Miguel Ángel Félix Gallardo (né en 1946), baron de la drogue, fondateur du Cartel de Guadalajara.
- Ismael Zambada García (né en 1948), baron de la drogue.
- Ovidio Guzmán López (né en 1990), baron de la drogue membre du cartel Los Chapitos.
- Mr. Iguana (né en 1988), luchador (catcheur) signé chez Lucha Libre AAA Worldwide.

## Un fief pour le trafic de drogue
Conséquences de ces luttes intestines, la violence et le taux d'homicides explosent la même année à Culiacán et dans l'État du Sinaloa. Un jeune sicario (ou tueur à gages) opérant dans la « branche traditionnelle » du cartel, alors toujours dirigée par ses fondateurs La brioche et Joaquin « El Chapo Guzman », et célèbre notamment pour avoir exécuté, ou fait exécuter le membre le plus vieux de la fratrie des Arellano Felix lors de la fête d'anniversaire de ce dernier à Tijuana, commence à faire parler de lui à cette même période. 
Originaire d'un quartier pauvre de Culiacán, celui que l'on surnomme « El Chino Antrax » fonde ce qui deviendra le bras armé du cartel de Sinaloa, le groupuscule armé Los Antrax. Avec un de ses associés, qui a pour fonction de protéger les membres et intérêts de l'organisation, il  en prendra le commandement. De nombreux membres des Antrax, pour la plupart de jeunes tueurs à gages issus des barrios de Culiacán, périssent entre l'année 2008 et 2012 ; cette hécatombe mettra à mal le groupuscule affilié au cartel. Leur leader, Rodrigo Aréchiga Gamboa « El Chino Antrax », est finalement arrêté aux Pays-Bas le 30 décembre 2013 à l'aéroport d'Amsterdam-Schiphol, alors qu'il s'apprêtait à regagner le Mexique à bord de son avion privé pour y fêter le nouvel an. Les autorités hollandaises et les agents d'Interpol prévenus par les agents de renseignement américains se chargent de l'arrestation de Gamboa ; il aurait été identifié grâce à sa bague en diamant représentant une tête de mort, symbole de Los Antrax, qu'il exhibait sur les réseaux sociaux. Le tueur à gage, devenu narco-trafiquant à la solde de Ismael Zambada pour lequel il supervisait aussi les chargements de drogue à destination des États-Unis, est finalement remis aux autorités américaines et extradé, avant d'être incarcéré à San Diego, le 10 juillet 2014.
En mai 2020, El Chino Antrax, en résidence surveillée depuis un mois à San Diego échappe à la vigilance de l'administration américaine et entre dans la clandestinité. Moins de 10 jours après sa fuite, il est assassiné au Sinaloa avec sa sœur et son beau-frère. Le meurtre est attribué au fils de El Chapo Guzman. 
Le 17 octobre 2019, la ville est le théâtre de violents affrontements armés entre les narcotrafiquants et les forces de l'ordre, qui s'achèvent par le décès de sept soldats et d'un civil. Cette explosion de violences qui a terrorisé les habitants fait suite à une opération ratée pour tenter d'arrêter Ovidio Guzman Lopez, un des fils d'El Chapo.